# سکورنیچشت
شهر سکورنیچشت (به رومانیایی: Scorniceşti) در شهرستان اول در کشور رومانی واقع شده‌است. جمعیت این شهر ۱۳٬۷۵۱ نفر  است.